# Crematogaster longispina
Crematogaster longispina är en myrart som beskrevs av Carlo Emery 1890. Crematogaster longispina ingår i släktet Crematogaster och familjen myror.

## Underarter
Arten delas in i följande underarter:
- C. l. boliviana
- C. l. longispina
- C. l. naumannae
- C. l. tenuicula